# Ізвіліно (Правдинський район)
Ізві́ліно (рос. Извилино), до 1947 року — Детміттен (нім. Dettmitten) — селище в Правдинському районі Калінінградської області Російської Федерації. Входить до складу Правдинського міського поселення.